# Marcel Bernard
Marcel Bernard (ur. 18 maja 1914 w La Madeleine, zm. 29 kwietnia 1994) – francuski tenisista, zwycięzca wielkoszlemowych międzynarodowych mistrzostw Francji w grze pojedynczej, podwójnej i mieszanej, reprezentant w Pucharze Davisa.

## Kariera tenisowa
W 1932 roku podczas międzynarodowych mistrzostw Francji (obecnie French Open) awansował do finału gry podwójnej, gdzie partnerował mu Christian Boussus. W finale przegrał z parą Henri Cochet–Jean Borotra.
Pierwszy tytuł wielkoszlemowy Bernard wywalczył w 1935 roku, kiedy z Lolette Payot wygrał mistrzostwa Francji w grze mieszanej. W kolejnym roku powtórzył sukces, tym razem mając za partnerkę Billie Yorke. W 1936 roku zwyciężył w grze podwójnej, występując wspólnie z Jeanem Borotrą.
W pierwszej powojennej edycji mistrzostw Francji, w 1946 roku. W drabince gry pojedynczej znalazł się po rezygnacji jednego z graczy i doszedł do finału, w którym pokonał Jaroslava Drobnego. W tej samej edycji Bernard wywalczył mistrzostwo w grze podwójnej, mając za partnera Yvona Petrę, po finałowym zwycięstwie nad Enrique Moreą i Pancho Segurą. Bernard jest jedynym francuskim tenisistą, któremu po II wojnie światowej udało się w jednej edycji mistrzostw Francji sięgnąć po tytuł i w singlu i w deblu (wśród kobiet stało się to udziałem Françoise Durr w 1967 roku oraz Mary Pierce w 2000 roku). Przez kilkadziesiąt lat pozostawał w ogóle ostatnim francuskim mistrzem paryskiego turnieju w grze pojedynczej, aż do czasu sukcesu Yannicka Noaha w 1983 roku.
Bernard był jednym z liderów francuskiej reprezentacji w Pucharze Davisa po erze „Czterech Muszkieterów Tenisa”, która jednak nie była w stanie powtórzyć osiągnięć z lat 20. Debiutował w 1935 roku, a od 1952 roku, aż do swojego pożegnania z reprezentacją cztery lata później, występował wyłącznie w deblu. Łącznie odniósł w meczach Pucharu Davisa 29 zwycięstw, a przegrał 13 spotkań.
Po zakończeniu sportowej kariery, od 1968 roku do 1973 roku, Bernard był prezydentem francuskiej federacji tenisowej.

### Finały w turniejach wielkoszlemowych

#### Gra pojedyncza (1–0)
| Końcowy wynik | Nr | Data | Turniej                     | Nawierzchnia | Przeciwnik      | Wynik finału            |
| ------------- | -- | ---- | --------------------------- | ------------ | --------------- | ----------------------- |
| Zwycięzca     | 1. | 1946 | French Championships, Paryż | Ceglana      | Jaroslav Drobný | 3:6, 2:6, 6:1, 6:4, 6:3 |

#### Gra podwójna (2–1)
| Końcowy wynik | Nr | Data | Turniej                     | Nawierzchnia | Partner           | Przeciwnicy                  | Wynik finału             |
| ------------- | -- | ---- | --------------------------- | ------------ | ----------------- | ---------------------------- | ------------------------ |
| Finalista     | 1. | 1932 | French Championships, Paryż | Ceglana      | Christian Boussus | Henri Cochet Jacques Brugnon | 4:6, 6:3, 5:7, 3:6       |
| Zwycięzca     | 1. | 1936 | French Championships, Paryż | Ceglana      | Jean Borotra      | Charles Tuckey Pat Hughes    | 6:2, 3:6, 9:7, 6:1       |
| Zwycięzca     | 2. | 1946 | French Championships, Paryż | Ceglana      | Yvon Petra        | Enrique Morea Pancho Segura  | 7:5, 6:3, 0:6, 1:6, 10:8 |

#### Gra mieszana (2–0)
| Końcowy wynik | Nr | Data | Turniej                     | Nawierzchnia | Partnerka     | Przeciwnicy                        | Wynik finału  |
| ------------- | -- | ---- | --------------------------- | ------------ | ------------- | ---------------------------------- | ------------- |
| Zwycięzca     | 1. | 1935 | French Championships, Paryż | Ceglana      | Lolette Payot | Sylvie Jung Henrotin Martin Legeay | 4:6, 6:2, 6:4 |
| Zwycięzca     | 2. | 1936 | French Championships, Paryż | Ceglana      | Billie Yorke  | Sylvie Jung Henrotin Martin Legeay | 7:5, 6:8, 6:3 |